# Gora Zhukovskogo
Gora Zhukovskogo är ett berg i Antarktis. Det ligger i Östantarktis. Australien gör anspråk på området. Toppen på Gora Zhukovskogo är 1 033 meter över havet.
Terrängen runt Gora Zhukovskogo är varierad, och sluttar norrut. Trakten är obefolkad. Det finns inga samhällen i närheten.